# Neferirkara Kakai
Neferirkara Kakai, (Hor Userkhau) (... – 2480 a.C.), è stato un faraone appartenente alla V dinastia egizia.

## Biografia

Sigillo cilindrico con i nomi regali del faraone Neferirkara-Kakai. Musei Egizio, Torino.

Fratello di Sahura, secondo il papiro Westcar, sulla durata del suo regno vi sono dati discordanti: la Pietra di Palermo (che tra l'altro appartiene proprio alla V dinastia) cita l'anno seguente il quinto computo del bestiame, il che vorrebbe dire il decimo anno di regno; la lista di Manetone gli attribuisce un regno di 20 anni ma il fatto che suoi templi funerari siano rimasti incompleti sembrerebbe indicare invece un regno abbastanza breve.
Neferirkara Kakai fu il primo sovrano ad introdurre, stabilmente, la quinta parte della titolatura ed a introdurre un secondo cartiglio.
Il suo tempio solare, non ancora scoperto ma del quale è nota l'esistenza grazie ai papiri di Abu Sir, aveva come nome Luogo del cuore di Ra. Il tempio fu costruito da Washptah importante funzionario regale che ricopriva i ruoli di visir ed architetto.
Nel corso del regno di questo sovrano si verificò un notevole rafforzamento della potenza delle grandi famiglie di corte. È infatti documentato il matrimonio di Ti, capo degli acconciatori della residenza con la principessa Neferhetepes.

## Liste Reali
| kA | kA | i |

| kA | kA | i |

| kA | kA | i |

| kA | kA | i |

| kA | kA | i |

| kA | kA | i |

| kA | kA | i |

| kA | kA | i |

| N5 | nfr | ir | kA |

| N5 | nfr | ir | kA |

| N5 | nfr | ir | kA |

| N5 | nfr | ir | kA |

| N5 | nfr | ir | kA |

| N5 | nfr | ir | kA |

| N5 | nfr | ir | kA |

| N5 | nfr | ir | kA |

| HASH |

| HASH |

| HASH |

| HASH |

| HASH |

| HASH |

| HASH |

| HASH |

## Titolatura
| G5 |

| G5 |

| wsr | N28 | G43 |

| wsr | N28 | G43 |

| wsr | N28 | G43 |

| wsr | N28 | G43 |

| wsr | N28 | G43 |

| wsr | N28 | G43 |

| wsr | N28 | G43 |

| wsr | N28 | G43 |

| G16 |

| G16 |

| wsr | N28 | G43 |

| wsr | N28 | G43 |

| G8 |

| G8 |

| S42 · S42 · S42 · S12 |

| S42 · S42 · S42 · S12 |

| M23 · X1 | L2 · X1 |

| M23 · X1 | L2 · X1 |

| N5 | nfr | r · ir | kA |

| N5 | nfr | r · ir | kA |

| N5 | nfr | r · ir | kA |

| N5 | nfr | r · ir | kA |

| N5 | nfr | r · ir | kA |

| N5 | nfr | r · ir | kA |

| N5 | nfr | r · ir | kA |

| N5 | nfr | r · ir | kA |

| G39 | N5 |

| G39 | N5 |

| kA | kA | i |

| kA | kA | i |

| kA | kA | i |

| kA | kA | i |

| kA | kA | i |

| kA | kA | i |

| kA | kA | i |

| kA | kA | i |

## Altre datazioni
| Autore        | Anni di regno         |
| ------------- | --------------------- |
| von Beckerath | 2458 a.C. - 2438 a.C. |
| Malek         | 2435 a.C. - 2425 a.C. |